# Suecia en los Juegos Paralímpicos de Heidelberg 1972
Suecia estuvo representada en los Juegos Paralímpicos de Heidelberg 1972 por un total de 38 deportistas, 30 hombres y ocho mujeres.

## Medallistas
El equipo paralímpico sueco obtuvo las siguientes medallas:
| Nombre         | Deporte       | Evento                          |
| -------------- | ------------- | ------------------------------- |
| Oro            |               |                                 |
| Lars Löfström  | Atletismo     | Eslalon 3 masculino             |
| M. Tufuesson   | Natación      | 50 m braza 4 femenino           |
| M. Tufuesson   | Natación      | 75 m estilos 4 femenino         |
| Nilsson        | Natación      | 100 m espalda 6 masculino       |
| Nilsson        | Natación      | 150 m estilos 6 masculino       |
| Plata          |               |                                 |
| Wiksen         | Atletismo     | 60 m silla de ruedas 5 femenino |
| Nilsson        | Halterofilia  | Peso pluma masculino            |
| M. Tufuesson   | Natación      | 50 m espalda 4 femenino         |
| Nilsson        | Tenis de mesa | Individual 1A masculino         |
| Equipo         | Tenis de mesa | Equipo 4 masculino              |
| Equipo         | Tenis de mesa | Equipo 4 femenino               |
| Bronce         |               |                                 |
| Rolf Johansson | Atletismo     | 100 m 4 masculino               |
| K. Wiksén      | Natación      | 100 m braza 6 femenino          |
| K. Wiksén      | Natación      | 100 m espalda 6 femenino        |
| Equipo         | Natación      | 3 × 100 m estilos 5-6 masculino |
| Equipo         | Tenis de mesa | Equipo 2 masculino              |
| Equipo         | Tenis de mesa | Equipo 3 masculino              |